# Bahate
Bahate  (ucraniano: Багате) es una localidad del Raión de Izmail en el Óblast de Odesa de Ucrania. Según el censo de 2001, tiene una población de 3977 habitantes.